# Maid of Orleans (Schiff)
Die Maid of Orleans war eine 1949 in Dienst gestellte Fähre der British Railways (Sealink). Das bis im September 1975 in Fahrt stehende Schiff wurde im November desselben Jahres durch eine Kollision im Hafen von Newhaven beschädigt und anschließend in Spanien abgewrackt.

## Geschichte
Die Maid of Orleans entstand unter der Baunummer 1414 bei William Denny and Brothers in Dumbarton und wurde am 17. September 1948 vom Stapel gelassen. Nach der Übernahme an British Railways am 18. Mai 1949 unternahm das Schiff am 22. Juni eine Einzelfahrt für die Presse, ehe es am Folgetag den regulären Fährdienst von Folkestone nach Boulogne-sur-Mer aufnahm.
Im August 1963 fiel die Maid of Orleans für zwei Tage aus, nachdem sich beim Ablegen im Hafen von Folkestone eine der Festmacherleinen in den Schiffsschrauben verwickelt hatte und mithilfe von Tauchern befreit werden musste.
Am 23. Mai 1970 sowie von August bis September 1972 war die Maid of Orleans kurzzeitig auf der Strecke von Dover nach Calais in Fahrt. Den Rest seiner Dienstzeit verbrachte das Schiff auf verschiedenen Strecken. Am 27. September 1975 beendete es nach 26 Jahren im Dienst seine letzte Überfahrt und wurde anschließend in Newhaven aufgelegt.
Nach gut einem Monat Liegezeit in Newhaven kollidierte am 3. November 1975 ein anderes Schiff mit der Maid of Orleans und beschädigte sie dabei am Bug. Nur drei Tage später wurde sie von dem Schlepper Ibaizabel Tres nach San Esteban de Pravia überführt, wo sie am 9. November zum Abbruch eintraf.